# Apionsoma pectinatum
Apionsoma pectinatum är en stjärnmaskart som först beskrevs av Wilhelm Moritz Keferstein 1867.  Apionsoma pectinatum ingår i släktet Apionsoma och familjen Phascolosomatidae. Inga underarter finns listade i Catalogue of Life.